# Depeche Mode (magazine)
Cet article concerne le magazine. Pour le groupe de musique britannique, voir Depeche Mode.
Dépèche Mode (stylisé plus tard Depeche Mode sans accent) est un magazine de mode français paru des années 1970 à 2001.
Appartenant à Excelsior Publications, le titre est cependant mieux connu comme l'inspiration du nom du groupe de new wave anglais Depeche Mode. Le magazine voit passer Marie-Christiane Marek ou Carlyne Cerf de Dudzeele comme journalistes, ou encore Paquita Paquin comme rédactrice en chef.
Au début des années 1970, Deborah Turbeville travaille pour le magazine comme photographe, mais également Paolo Roversi un peu plus tard. Melka Treanton, qui a travaillé auparavant pour Jardin des modes, est alors la rédactrice en chef. Le magazine, durant cette époque, privilégie les photos de mode en extérieur et soutient toute une génération de nouveaux créateurs présents à Paris. La publication est alors considérée comme « le plus avant-gardiste des magazines de mode ».